# Kuntinaru
Kuntinaru ist eine ausgestorbene Gattung der Gürteltiere. Sie ist über zwei Schädelfunde aus der bedeutenden Fundregion von Salla-Luribay in Bolivien belegt. Anhand der Merkmale der beiden Schädel lässt sich eine nähere Beziehung zu den heutigen Kugelgürteltieren vermuten. Die Fundstelle datiert in den Zeitraum von vor 29,4 und 25,8 Millionen Jahren und gehört damit in das Obere Oligozän. Mit diesen Alterswerten bildet Kuntinaru den bisher ältesten bekannten Vertreter aus dem engeren Verwandtschaftskreis der Kugelgürteltiere. Die Gattung wurde im Jahr 2011 aufgestellt.

## Merkmale
Kuntinaru ist ein früher Vertreter der Gürteltiere. Das gesamte bekannte Fundmaterial besteht derzeit aus zwei Schädeln, denen jeweils die vordersten Abschnitte des Rostrums fehlen. Sie weisen Merkmale auf, die die Gattung mit den heutigen Kugelgürteltieren (Tolypeutes) und deren unmittelbarer Nahverwandtschaft aus der Gruppe der Tolypeutinae verbindet. Dazu gehört der untere Rand der Orbita, speziell das Tränenbein, das bei Kuntinaru senkrecht orientiert war und so rechtwinklig zum Stirnbein stand. Bei allen anderen heutigen Gürteltieren ist dieses schräg verlaufend. Das Foramen infraorbitale wird bei den Gürteltieren im hinteren Bereich durch einen Kamm begrenzt, der zwischen dem vorderen Ansatz des Jochbogens und des Nasenbeins verläuft. Dieser zeigt sich bei den meisten rezenten Vertretern der Gürteltiere als kräftig entwickelt, bei den Tolypeutinae und bei Kuntinaru ist er jedoch eher schwach ausgebildet. Unterhalb des Kamms zeichnete sich die Fossa antorbitalis entsprechend den übrigen Tolypeutinae nur leicht ab. Das Foramen infraorbitale öffnete sich bei Kuntinaru nahe dem vorderen Jochbogenansatz. Das stimmt mit den meisten Gürteltieren überein. Die heutigen Tolypeutinae bilden in diesem Fall jedoch eine Ausnahme, da dieses hier deutlich weiter nach vorn verschoben ist. An der Schädelbasis erhoben sich zwei parallele Knochenleisten auf dem Gaumenbein in Fortsetzung der jeweiligen Zahnreihe. Dieses Merkmal teilte sich Kuntinaru mit den Tolypeutinae und den Dasypodinae, während die Leisten bei den Euphractinae konkav verlaufen. Der Gaumen selbst war im hinteren Teil flach wie bei fast allen anderen Gürteltieren, allerdings wiederum mit Einschränkung der Arten der Euphractinae, bei denen eine Eindellung vorkommt. Die Glenoidgrube zur Gelenkung mit dem Unterkiefer zeigte sich kaum länger als breit. Bei den heutigen Formen der Tolypeutinae ist sie deutlich länger als breit, bei allen sonstigen Gürteltieren verhält es sich umgekehrt. Letztere weisen am hinteren Rand der Glenoidgrube zusätzlich eine kleine Rippel auf, die bei den Tolypeutinae und bei Kuntinaru fehlt. Auch die Ohrregion entsprach bei Kuntinaru weitgehend der der Tolypeutinae. Ersichtlich wird dies an der kaum verknöcherten Paukenblase und dem nur flachen oberen Teil der Paukenhöhle (Epitympanum). Ein generelles, mit allen Gürteltieren geteiltes Merkmal findet sich in dem leicht geschwungenen Verlauf des Jochbogens.

## Fossilfunde
Die bisher einzigen bekannten Schädelfunde von Kuntinaru kamen in Salla-Luribay rund 90 km südöstlich von La Paz in Bolivien zu Tage. Die dort aufgeschlossenen Salla Beds bilden eine der ertragreichsten Fundstellen des Paläogens in Südamerika. Ihre Erforschung begann bereits zu Beginn der 1960er Jahre. Sallay-Luribay liegt im gleichnamigen Becken in den Anden, welches sich in Höhen von 3485 bis 4085 m über dem Meeresspiegel erhebt und durch deformierte und lokal metamorph überprägte Gesteine des Paläozoikums begrenzt wird. Landschaftlich entspricht es dem Typ der Badlands. Insgesamt bestehen die Salla Beds aus einer rund 540 m mächtigen Ablagerungsfolge, deren Hauptkomponenten gut verfestigte Ton- und Schluffsteine bilden. Ihre Farbgebung variiert von rotbraun über gelblich braun bis hellgrau. Verschiedentlich sind dünne Linsen aus Konglomeraten und Kalksteinen sowie Lagen aus vulkanischen Sedimenten eingeschaltet. Der Aufbau der Salla Bedsspricht für eine Bildung in einem weit verzweigten Flusssystem. Das Alter wurde mit Hilfe verschiedener Untersuchungsmethoden wie Paläomagnetik und radiometrischen Verfahren auf das Obere Oligozän bestimmt mit absoluten Werten zwischen 29,4 und 25,8 Millionen Jahren. Bedingt durch die erst später erfolgte Auffaltung der Anden, lag die damalige Höhe während der Bildung der Salla Beds unter etwa 500 m über dem Meeresspiegel.
Fossilreiche Lagen finden sich vor allem im mittleren Abschnitt der Salla Beds, während das untere und obere Drittel weitgehend fundfrei sind. In der Regel treten isolierte Fragmente in Form von Schädel- und Zahnteilen auf, im untergeordneten Maße wurden auch einzelne artikulierte Skelettelemente entdeckt. Die Fauna der Salla Beds ist sehr umfangreich, sie setzt sich aus Amphibien, Reptilien, Vögeln und Säugetieren zusammen. Allein unter den Säugetieren wurden bisher mehr als 40 Arten identifiziert. Sie repräsentieren alle aus Südamerika bekannten höheren Gruppen, so neben den Beuteltieren auch die Höheren Säugetiere mit Nagetieren, Primaten, Südamerikanischen Huftieren und Nebengelenktieren. Herausragend war unter anderem die Entdeckung von Branisella, dem bis in die 2000er Jahre ältesten bekannten Vertreter der Neuweltaffen in Südamerika. Die Nebengelenktiere treten in den Salla Beds relativ reichhaltig auf mit Nachweisen von Faultieren und Gepanzerten Nebengelenktieren. Letztere umfassen unter anderem den Schädel eines gehörnten Gürteltiers aus der Gruppe der Peltephilidae sowie einzelne Reste von Vertretern der Glyptodontidae.

## Systematik
Kuntinaru ist eine Gattung aus der Gruppe der Gürteltiere (Dasypoda) innerhalb der Ordnung der Nebengelenktiere (Xenarthra), einer der vier Hauptlinien der Höheren Säugetiere. Aufgrund der genannten Merkmale wird die Gattung als näher verwandt mit der Unterfamilie der Tolypeutinae eingestuft, die sich wiederum aus den Kugelgürteltieren (Tolypeutes), den Nacktschwanzgürteltieren (Cabassous) und dem Riesengürteltier (Priodontes) zusammensetzt. Sie bilden einen Teil der Familie der Chlamyphoridae, welche die Schwestergruppe der Langnasengürteltiere (Dasypodidae) darstellt. Die beiden Gürteltierfamilien trennten sich laut molekulargenetischen Untersuchungen im Mittleren Eozän vor rund 45 Millionen Jahren voneinander ab. Die Chlamyphoridae differenzierten sich dann beginnend im Oberen Eozän vor etwa 37 Millionen Jahren, wobei sich die Tolypeutinae wenig später, im Unteren Oligozän vor gut 33 Millionen Jahren absetzten. Die Altersstellung der Schädelfunde von Kuntinaru verweist die Gattung an den genetisch festgestellten Ursprung der Tolypeutinae. Die Kombination an diagnostischen Merkmalen mit einigen Abweichungen zu den heutigen tolypeutinen Vertretern der Gürteltiere, etwa in der Lage des Foramen infraorbitale, machte in einer ersten phylogenetischen Studie ein Schwesterngruppenverhältnis von Kuntinaru zur heutigen Verwandtschaftsgruppe der Kugelgürteltiere wahrscheinlich. Unter Hinzuziehung weiterer Fossilformen ergab sich in späteren Analysen eine nähere Beziehung zu den Nacktschwanzgürteltieren und zum Riesengürteltier.
Die Gattung Kuntinaru wurde im Jahr 2011 von Guillaume Billet und weiteren Forscherkollegen wissenschaftlich erstbeschrieben. Als Grundlage fungierten die beiden Schädel aus Salla-Luribay in Bolivien. Einer der beiden Schädel bildet den Holotypen der Gattung (Exemplarnummer MNHN-SAL 1024), er wurde von einem der Erstautoren entdeckt. Es handelt sich um ein weitgehend vollständiges Objekt, dem die Schnauzenspitze und die rechte Zahnreihe fehlt. Der andere Schädel kam bereits in den 1960er Jahren zu Tage und gilt als Paratyp. Der Gattungsname Kuntinaru ist der Aymara-Sprache entlehnt (Condenado) und bedeutet so viel wie „Geist“. Er verweist auf das isolierte frühe Vorkommen tolypeutiner Gürteltiere bereits im Oligozän. Der nächstjüngere Fund ist erst mit Pedrolypeutes aus dem Miozän von La Venta in Kolumbien rund 12 Millionen Jahre später belegt. Gemeinsam mit der Gattung stellte das Wissenschaftlerteam um Billet die Art K. boliviensis auf. Das Artepitheton ist eine Referenz auf die Fundregion. Bereits in den 1960er Jahren hatte Robert Hoffstetter den heute als Paratypen eingesetzten Schädel erwähnt. Dabei verwies er ihn nur allgemein zu den Gürteltieren, vermutete aber eine nähere Beziehung zu den ausgestorbenen Formen Prozaedyus oder Proeutatus.